# And death shall have no dominion

And death shall have no dominion est un poème du poète gallois Dylan Thomas. C'est le premier poème publié dans la presse en mai 1933 d'un jeune poète de 18 ans.
Le 10 septembre 1936, deux ans après la publication de son premier recueil de poèmes 18 Poems, un deuxième recueil est publié au titre tout aussi neutre et modeste : Twenty-Five Poems dans lequel ce poème est repris. Ce deuxième recueil révèle la philosophie personnelle de Thomas concernant la religion et les forces de la nature ; ce poème And death shall have no dominion avait été pré-publié dans le magazine New English Weekly en mai 1933.
Très connu dans les pays anglophones, ce poème est enseigné à l'école ; il est incorporé à certains films tels Le Poids de l'eau (de Kathryn Bigelow en 2000) et Solaris (la version de Steven Soderbergh en 2002).

## Historique

### Publication
Au début de l'année 1933, le jeune Dylan Thomas (à 18 ans) se lie d'amitié avec Bert Trick, un épicier travaillant dans le quartier d'Uplands à Swansea. Trick était un poète amateur dont plusieurs poèmes ont été publiés dans des journaux locaux. Au printemps 1933, Trick suggère à titre de jeu, comme un défi et une compétition amicale, que tous les deux écrivent chacun de leur côté un poème sur le thème de « l'immortalité » face à la mort, pour voir qui pourrait écrire le meilleur poème sur ce thème difficile et plutôt religieux. 
Le poème de Trick, publié dans un journal l'année suivante, contenait le refrain : “For death is not the end” (« Car la mort n'est pas la fin »). Toujours au même printemps 1933, dans un carnet marqué « avril », Thomas a écrit ce poème, déjà sous sa forme définitive : And death shall have no dominion (« Et la mort n'aura pas de pouvoir »). Trick le persuade alors de chercher un éditeur, et en mai de cette année-là, il est publié dans le New English Weekly (en).
Lorsqu'en 1936, Dylan Thomas en vient à publier son deuxième recueil de poèmes (25 poèmes), il y inclut ce texte, son tout premier poème publié qui témoigne déjà d'une étonnante maturité d'écriture à la versification subtile (assonances et rythme), et exprime à la fois l'originalité de ses métaphores et la maîtrise de son style, tout en contrastes marqués et en clair-obscur, avec des réminiscences bibliques et une tonalité clairement dramatique. 
Et en effet, la critique insiste à l'envi sur la précocité poétique de Thomas et son talent d'acteur tout aussi précoce : « dès son plus jeune âge, Dylan Thomas [...] était reconnu pour sa précocité, son esprit espiègle et son talent poétique. Il était un « personnage » à l'école, obtenait un grand succès dans des rôles dramatiques [lors des cours et représentations de théâtre] et il était le rédacteur en chef du journal de l'école. Il a écrit et publié des poèmes chaque année de sa vie, de l'âge de onze ans jusqu'à sa mort à trente-neuf ans. Son premier recueil de poèmes a été accepté pour publication à l'âge de dix-neuf ans et a fait sensation dans le tout Londres littéraire. Et il est devenu [en pleine jeunesse] l'archétype du Poète de son époque ».

### Inspiration
Selon Ralph Maud, le titre-refrain de ce poème est tiré de l'Épître de saint Paul aux Romains (6:9) : « Nous le savons en effet : ressuscité d’entre les morts, le Christ ne meurt plus ; la mort n’a plus de pouvoir sur lui ». En outre le poème s'appuie sur une imagerie souvent empruntée aux Devotions upon Emergent Occasions, and severall steps in my Sicknes (en) de John Donne (1624). 
Il dépeint la mort crûment, sans aucun euphémisme d'édulcoration, mais sans répugner pour autant à faire intervenir des êtres mythologiques ou fantasmagoriques, par exemple : unicorn evils (« démons unicornes ») que Jean-François Monnet traduit : « démons à front de licorne ». Et pourtant ce poème représente paradoxalement la mort comme une garantie d'immortalité.

## Le texte intégral du poème
Ce texte étant désormais dans le domaine public depuis le 1er janvier 2024, il est libre de droits de reproduction intégrale ici.
《 And death shall have no dominion.

Dead men naked they shall be one

With the man in the wind and the west moon;

When their bones are picked clean and the clean bones gone,

They shall have stars at elbow and foot;

Though they go mad they shall be sane,

Though they sink through the sea they shall rise again;

Though lovers be lost love shall not;

And death shall have no dominion.

And death shall have no dominion.

Under the windings of the sea

They lying long shall not die windily;

Twisting on racks when sinews give way,

Strapped to a wheel, yet they shall not break;

Faith in their hands shall snap in two,

And the unicorn evils run them through;

Split all ends up they shan't crack;

And death shall have no dominion.

And death shall have no dominion.

No more may gulls cry at their ears

Or waves break loud on the seashores;

Where blew a flower may a flower no more

Lift its head to the blows of the rain;

Though they be mad and dead as nails,

Heads of the characters hammer through daisies;

Break in the sun till the sun breaks down,

And death shall have no dominion. 》

## Analyse

### Structure, signification
Le poème se présente en trois strophes de neuf vers chacune. Le premier et le dernier vers de chaque strophe sont identiques d'une strophe à l'autre, toujours repris comme un refrain (lequel donne son titre au poème), qui revient donc six fois : soit un leitmotiv lancinant qui martèle une forte affirmation et proclame la défaite de la mort : And death shall have no dominion. 
Victoire de la vie malgré les deuils, les souffrances et la finitude marquant toutes choses que rumine et accumule chaque strophe à son tour, en ressassant des images macabres et funestes que vient nier à elle seule la force anaphorique du refrain. Le fait qu'il soit au futur (« shall have ») marque la persistance d'une espérance irréductible.
Le rythme de chaque vers est bien marqué mais varié. La métrique de chaque strophe est à la fois fluctuante et cyclique.  
La traduction en français de l'affirmation contenue dans le titre-refrain du poème est complexe, selon l'accent que l'on choisit au sein de la polysémie du mot anglais “dominion” : soit d'un côté « domination, souveraineté, victoire » (accent mis sur la puissance), soit de l'autre côté « territoire, pays, contrée » rattachés à une souveraineté étrangère ou lointaine (accent mis sur la localisation, la région, la propriété) : 
- dans le premier cas, on pourrait le transposer ainsi en un octosyllabe comme le vers original : « Et la mort ne gagnera pas » (c'est-à-dire qu'elle n'étendra pas sa domination, elle n'aura pas la victoire : il est des domaines qui échapperont toujours à son pouvoir). Christian Désagulier et Gil Pressnitzer se situent résolument dans ce premier cas en choisissant de traduire ce vers ainsi :

« “Et la mort n’aura pas le dernier mot” (Désagulier). Ou bien : “Et la mort n’aura aucune emprise” (Pressnitzer). »

- Ou bien dans le deuxième cas on pourrait l'adapter ainsi (en alexandrin) : « Et nulle part la mort plus ne sera chez elle » (= elle ne possèdera pas de territoire). Jean-François Monnet choisit plutôt ce deuxième cas en transposant ce vers ainsi :

« D’aucun royaume mort ne sera ».

- Lionel-Édouard Martin, pour sa part, se situe entre les deux et reprend la polysémie de “dominion” en jouant sur le double-sens du mot “empire” en français : à la fois « vaste territoire composite conquis », mais aussi « domination », « emprise », comme dans « Atala ne pouvait pas prendre sur un homme un faible empire : pleine de passions, elle était pleine de puissance ; il fallait ou l’adorer, ou la haïr »[12]. 
Lionel-Edouard Martin traduit donc ainsi ce refrain par un octosyllabe comme en anglais :

« Et la mort n’aura point d’empire. »

### Traductions en français
Les deux principaux recueils de Dylan Thomas, 18 poèmes (1934) et 25 poèmes (1936), qu’il publia âgé d’une vingtaine d’années, ont été traduits en français par le poète Patrick Reumaux et réunis sous le titre Ce monde est mon partage et celui du démon par les Éditions Points, collection « Points Poésie » (2008 ; en 2024 réédition augmentée avec sa célèbre villanelle : « Ne saute pas à pieds joints dans cette bonne nuit » Do not go gentle into that good night). On y trouve donc aussi ce poème And death... traduit en français parmi les « 25 poèmes ».
Le poète et traducteur Alain Suied propose aussi sa transposition en français de ce poème dans le recueil Vision et Prière, et autres poèmes consacré à la poésie de Dylan Thomas pour la collection « Poésie/Gallimard ».
On trouvera en ligne le texte original complet de ce poème, ainsi que diverses traductions en français offertes, dans les sites suivants : 
- Traductions littérales : 
  - « And Death Shall Have No Dominion - Dylan Thomas : traduction en français », sur lyrhub.com.
  - « Dylan Thomas – And Death Shall Have No Dominion (+traduction en français) », sur lyricstranslate.com.
- Traductions avec transposition poétique en versification française : 
  - Par Christian Désagulier[10].
  - Par Jean-François Monnet[6].
  - Par Lionel-Édouard Martin[13].
  - Par Gil Pressnitzer[11].

## Enregistrement
Dylan Thomas lui-même a enregistré en version “proférée” a capella ce poème — avec plusieurs autres parmi ses plus connus, comme sa fameuse villanelle : Do not go gentle into that good night (« Ne saute pas à pieds joints dans cette bonne nuit ») — dans sa diction particulière et son articulation très précise et théâtrale, qui mettent fortement en valeur le rythme, les accents et la mélodie de sa poésie, avec une nette réverbération qui accentue le ton prophétique du poème, comme un sermon ou une lecture sacrée en chaire dans un temple. 
Ces enregistrements ont été édités en albums dont on pourra voir la jaquette et le contenu ici : Dylan Thomas : Reading Vol 2, 1955, rééd. 2011, et ici : Dylan Thomas : A Winter's Tale, rééd. 2019. 
Et l'on pourra entendre ce poème de la bouche même du poète ici : Dylan Thomas – And Death Shall Have No Dominion, ou ici : And Death Shall Have No Dominion dans l'album « Dylan Thomas Reading His Complete Recorded Poetry ».

## Source et références

### Source
- (en) Cet article est partiellement ou en totalité issu de l’article de Wikipédia en anglais intitulé « And death shall have no dominion » (voir la liste des auteurs).